# Stückelung (Heraldik)

Wappen von Speichersdorf mit sechzehnmal rot-silbern gestücktem Bord

Die Stückelung ist in der Heraldik eine verbreitete Form, ein  Heroldsbild, besonders durch wechselnde Tinktur, ins Wappen zu stellen und eine Abwandlung des Grundbildes Balken, Pfahl und Bord zu erreichen. In der Beschreibung wird es mit gestückt beschrieben. Hierbei muss sich Farbe und Metall abwechseln. Gestückt bedeutet zusammengesetzt.
Anwendung findet diese Darstellung bei den Heroldsbildern Balken, Pfahl und Bord. Dabei sind kurze Stücke gleicher Länge in zwei unterschiedlichen Tinkturen gefärbt. Der Farbregel entsprechend wechseln sich Farbe und Metall ab. Die Anzahl der Verschiedenheit muss bei der Wappenbeschreibung erwähnt werden. In diesen gestückten Abschnitten können auch andere gemeine Figuren sein.

Stückelung im Bord mit gemeinen Figuren belegt
Stückelung im Schrägbalken (sechsmal weiß-rot gestückt)